# Vallesia baileyana
Vallesia baileyana är en oleanderväxtart som beskrevs av R. E. Woodson. Vallesia baileyana ingår i släktet Vallesia och familjen oleanderväxter. Inga underarter finns listade i Catalogue of Life.